# Франц, Владимир

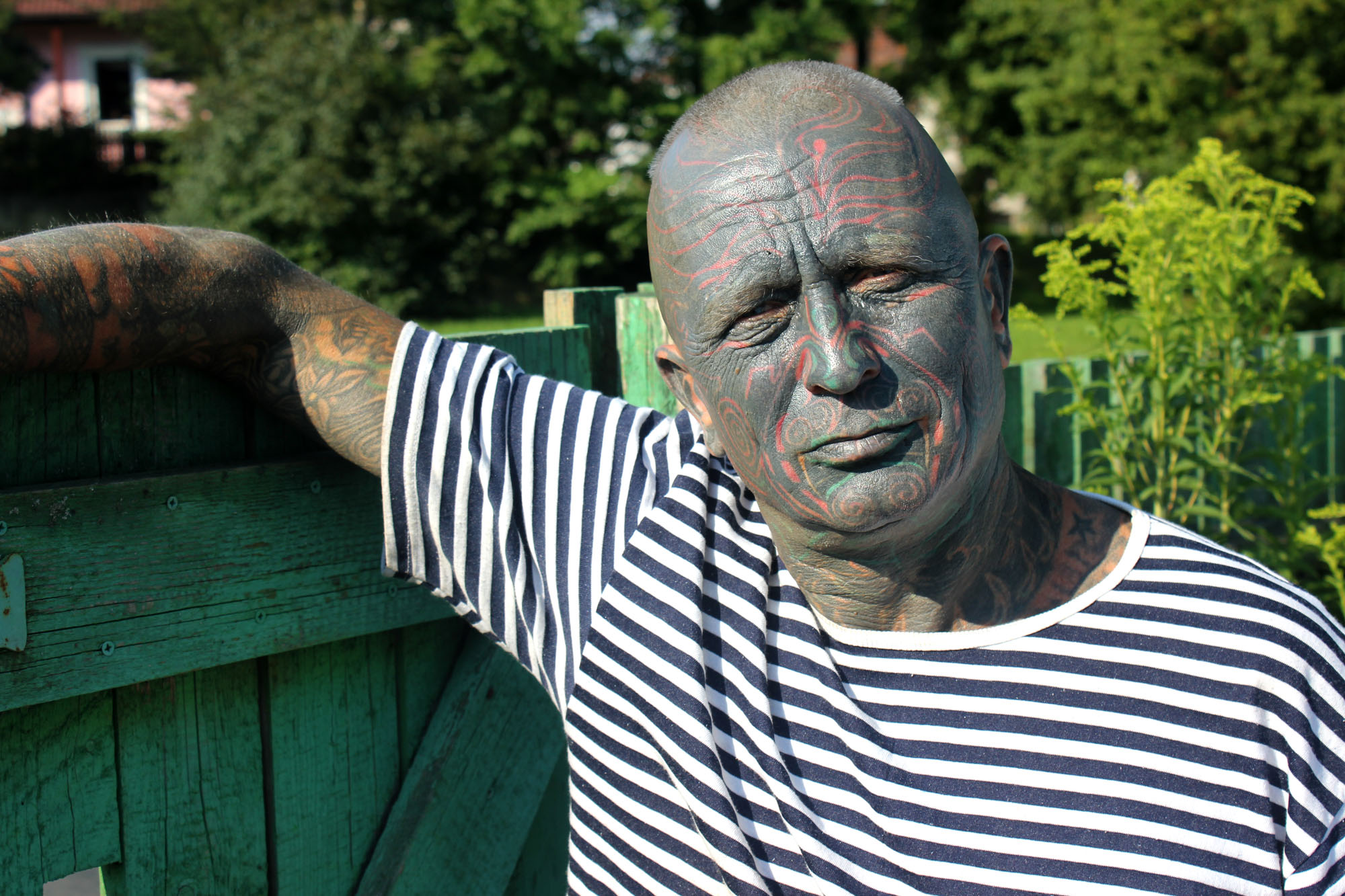
Владимир Франц

Владимир Франц (чеш. Vladimír Franz, род. 25 мая 1959, Прага, Чехословакия) — чешский художник, композитор, преподаватель Пражской академии искусств, публицист. Зарегистрированный кандидат президентских выборов в Чехии в 2013 году.

## Биография
Родился в семье инженера-электрика и медсестры. Его отношение к искусству обусловлено его родословной, поскольку известный художник Иржи Трнка приходится племянником его прадедушки по материнской линии.
После окончания гимназии он обучался на юридическом факультете Карлова университета в Праге. Одновременно с этим он посещал частные уроки живописи у Карла Соучека, Андрея Белоцветова, композиции у Мирослава Раихла и Владимира Соммера, истории искусства у Яромира Гомолки и истории музыки у Яромира Кинцла. В начале 80-х годов стал соучредителем авторского театра «Кытка».
Хотя он и окончил юридический факультет, но никогда не работал юристом. Франц увлекался искусством, где находил какую-то свободу. Без достаточного образования и без членства в профессиональных организациях найти подходящую работу было сложно, и поэтому он стал рабочим, преподавал в ПТУ в середине 1980-х годов.
В 1996—2000 годах работал председателем академического сената. В 2000 году стал профессором. В настоящее время Франц работает педагогом на театральном факультете, где уже много лет заведует кабинетом сценической музыки.
Шесть раз  (1998, 2000, 2002, 2005, 2006, 2007) получил премию Альфреда Радока (англ. Alfred Radok Awards).
Тело Франца на 90 % покрыто татуировками и пирсингом. Его лицо покрыто хаотичными зелеными и красными узорами, выбитыми на голубом фоне. На руке изображен чешский композитор Богуслав Мартину, а на груди — распятие Христа. В народе его называют «Фантомас» или «Аватар».
Баллотировался на пост президента Чехии на президентских выборах 2013 года, но в первом туре не набрал нужного числа голосов (6,84%, пятое место). Его избирательная кампания была рассчитана на молодое поколение чехов, его предвыборным обещанием было легализовать марихуану.